# (4637) Odorico
(4637) Odorico es un asteroide que forma parte del cinturón de asteroides y fue descubierto por Johann Martin Baur desde el Observatorio de Chions, Italia, el 8 de febrero de 1989.

## Designación y nombre
Odorico fue designado al principio como 1989 CT.
Posteriormente, en 1991, se nombró en honor del misionero franciscano Odorico de Pordenone (1265-1331).

## Características orbitales
Odorico orbita a una distancia media del Sol de 2,429 ua, pudiendo alejarse hasta 2,797 ua y acercarse hasta 2,061 ua. Tiene una excentricidad de 0,1514 y una inclinación orbital de 1,716 grados. Emplea 1383 días en completar una órbita alrededor del Sol.

## Características físicas
La magnitud absoluta de Odorico es 13,5 y el periodo de rotación de 7,56 horas.